# Bi'an
Bì’àn (en chinois : 狴犴 ; pinyin : Bì’àn) est dans la mythologie chinoise, un des neuf fils du dragon. Il ressemble à un tigre, il est sage et peut déterminer qui est bon et qui est mauvais, il apparaît dans les prisons et les tribunaux.

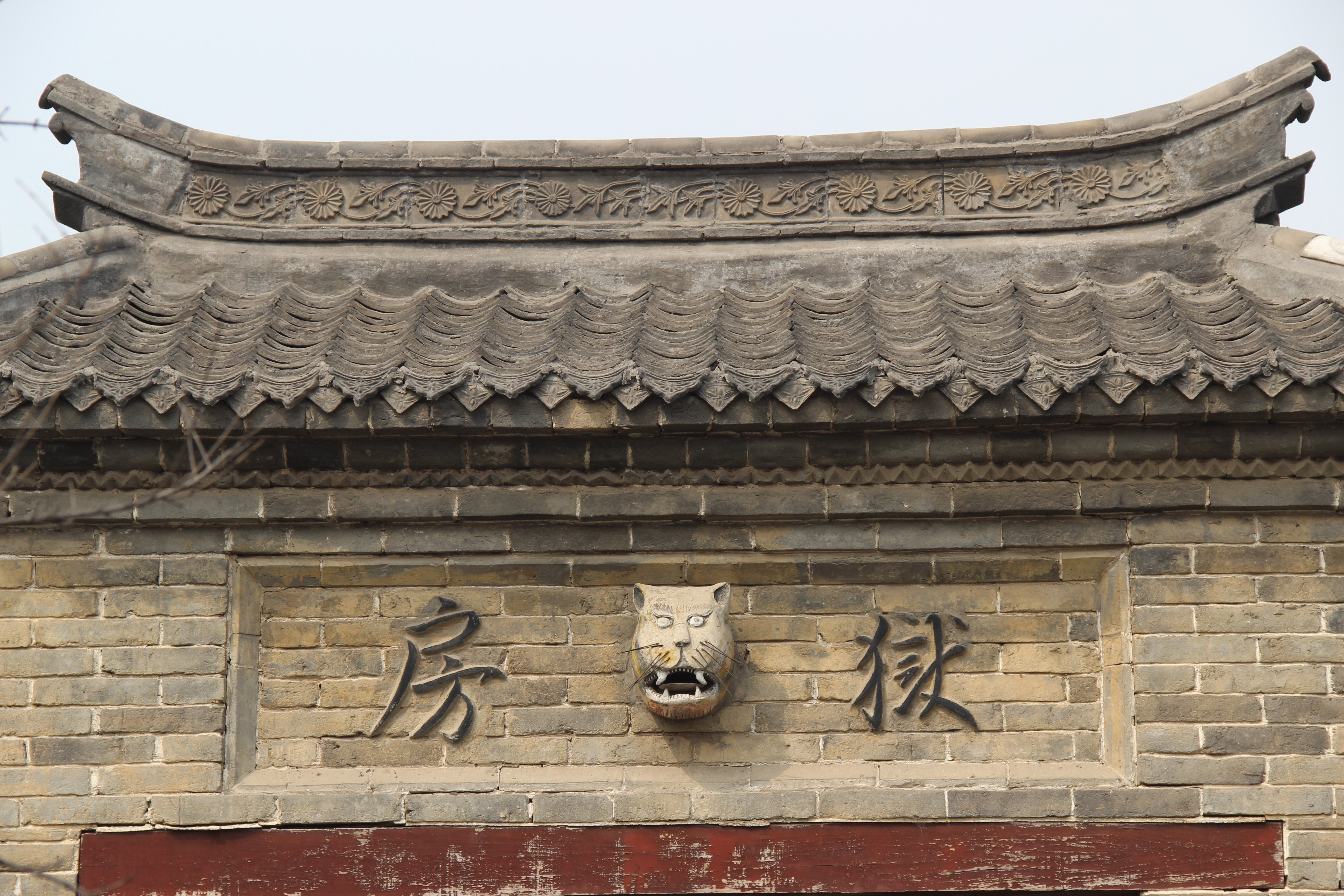
Commencé en 1369 au début de l'ère Ming, l'un des bureaux gouvernementaux (ici, une entrée de prison) les mieux conservés de Chine. Yexian (province du Henan).